# Mléč bahenní
Mléč bahenní (Sonchus palustris) je jednou z nejvyšších bylin České republiky, ojediněle vyrůstající na vlhkých místech. Jeho lodyha za příhodných podmínek dosahuje do výše 2,5 m a v průběhu léta nese žluté květy.

## Výskyt
Místa výskytu se rozkládají od Anglie a Španělska přes jih Skandinávie, střední a jižní Evropu, Balkán, Anatólii po centrální Rusko, Zakavkazsko, Altaj a severozápadní Čínu. Byl zavlečen i do Severní Ameriky. Je rostlinou kontinentálního charakteru, nenachází se v přímořských oblastech. Roste ve vlhkých rašelinných nebo naplavených půdách, které jsou neutrální až zásadité a dostatečně zásobené dusíkem, toleruje i mírné zasolení. Nejčastěji je ke spatření v údolních nivách okolo vodních toků, kde obsazuje jejich břehy (hlavně slepých ramen) a často zaplavované louky. Na území ČR roste jen vzácně, a to nejčastěji v teplejších oblastech na jihu a jihovýchodě Moravy, kde bývá součástí společenstev řádů Molinietalia a Convolvuletalia sepium.

## Popis
Mléč bahenní je mohutná, vytrvalá rostlina s lodyhou vysokou až 2,5 m, která roste z tlustého, válcovitého, větvícího se oddenku. Lodyha mívající 3 cm v průměru je přímá, dutá a v horní žláznatě štětinaté části se větví. Přízemní listy jsou podlouhle kopinaté a jejich u báze objímavé čepele jsou oddáleně peřenodílné a po obvodě jemně osténkaté. Listy vyrůstající v dolní části lodyhy bývají velké 15 až 30 × 5 až 20 cm, na bázi jsou střelovitě objímavé a mají kopinatá ouška. Jejich eliptické až kopinaté peřenodílné čepele mívají nejvýše 3 páry úkrojků, z nichž terminální deltovitý se špičkou je největší. Menší listy ve svrchní části lodyhy jsou celistvé. Všechny listy jsou tuhé, na líci lesklé a na rubu nasivělé.
Květní úbory žluté barvy vyrůstající na chlupatých stopkách jsou velké 2 až 3 cm a obsahují 70 až 90 žlutých jazykovitých kvítků o málo delších než zákrov. Vytvářejí vrcholičnatá květenství. Víceřadý zvonkovitý zákrov, ne větší než 1,5 cm, má čárkovitě kopinaté listeny hustě porostlé žláznatými chlupy. Kvete od června do září. Plodem jsou smáčknuté, žlutě zbarvené, 4hranné, úzce eliptické nažky dlouhé 4 mm. Mléč bahenní se rozmnožuje výhradně semeny s nápadným bílým chmýrem 7 až 9 mm dlouhým, roznášenými větrem. Ploidie je 2n = 18.

## Ohrožení
V České republice je mléč bahenní považován za vzácný a ustupující ohrožený druh (C2b). Nejvíce mu škodí prováděné změny vodního režimu na jeho lokalitách, ke kterým dochází odvodňováním zamokřených zemědělských pozemků.

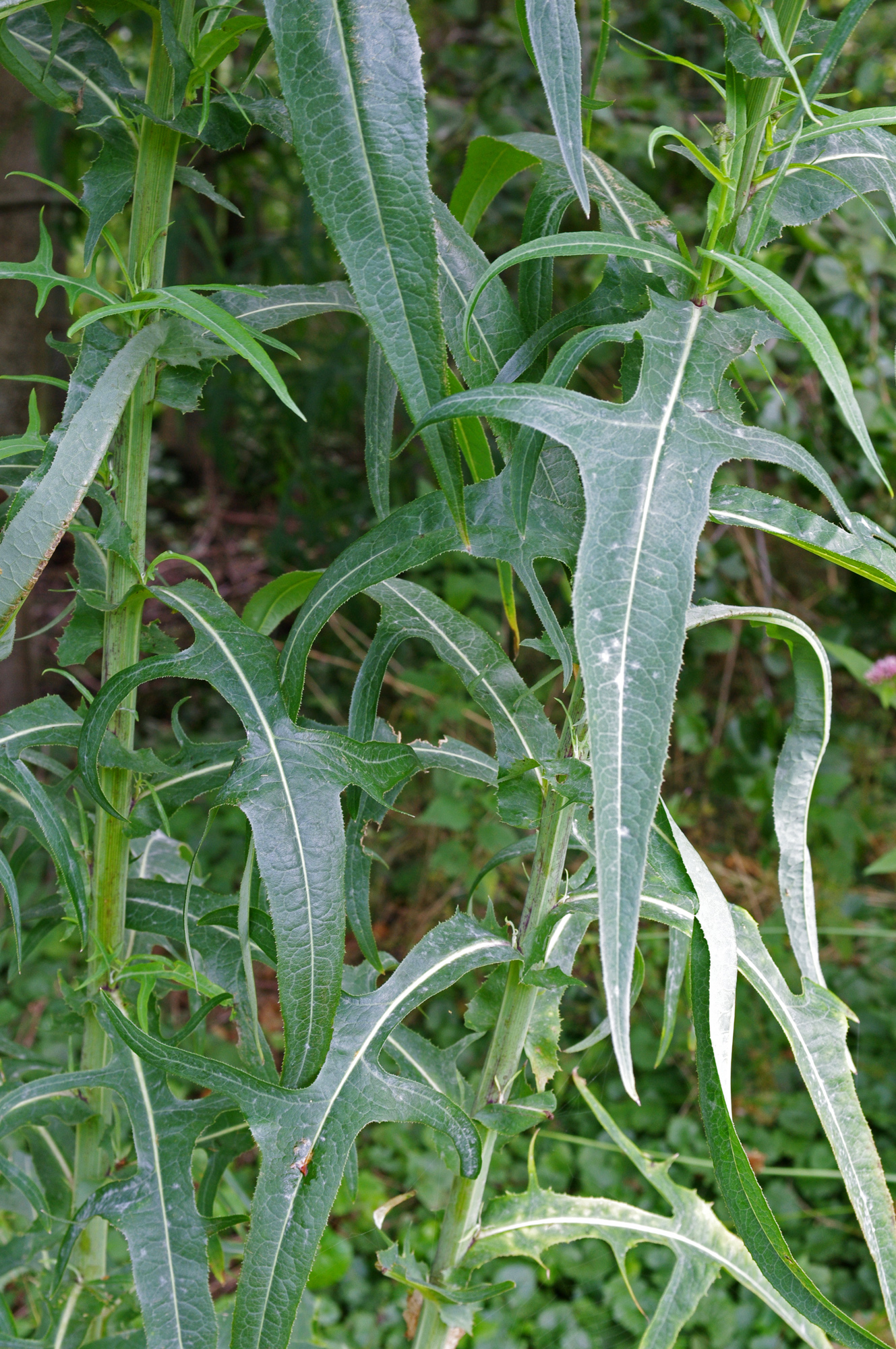
Lodyžní listy
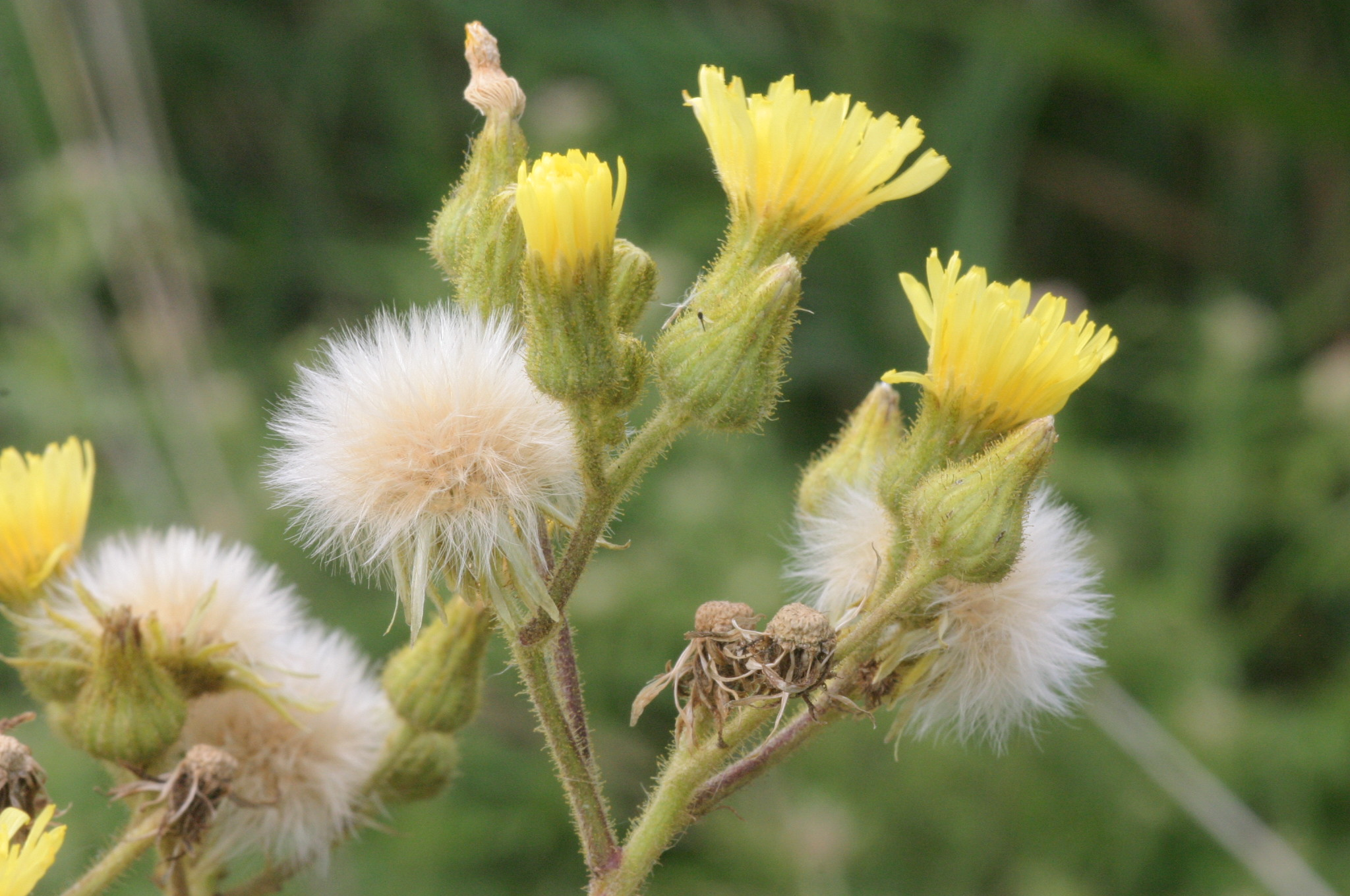
Kvetoucí i odkvetlé úbory
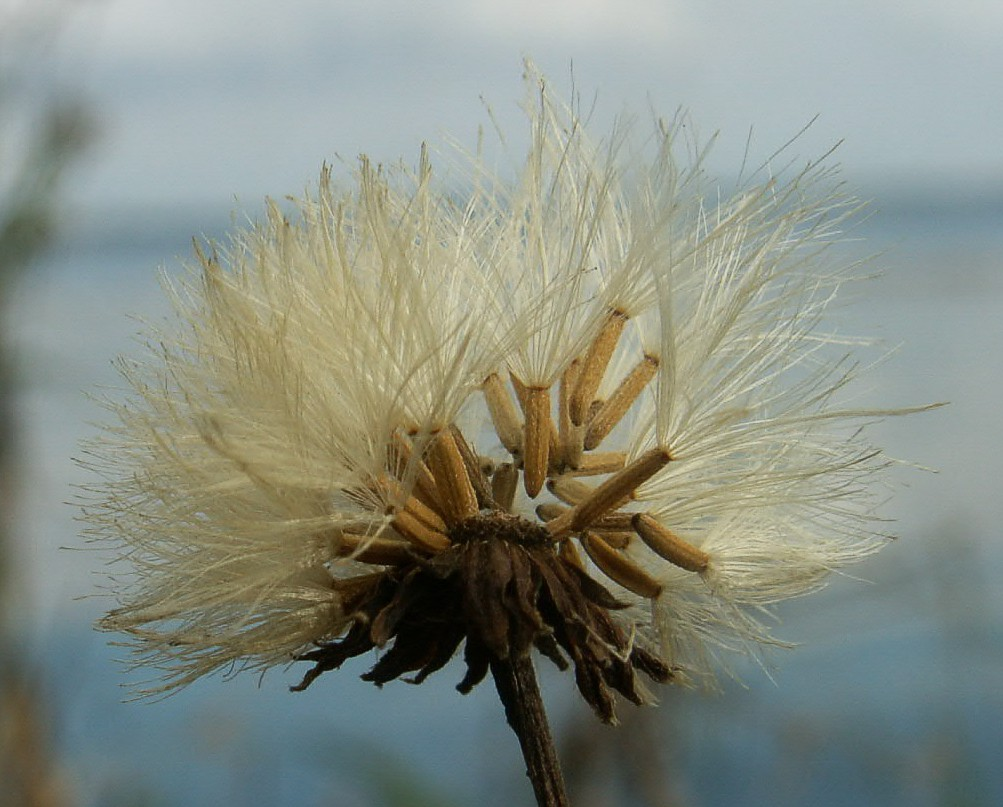
Zralé nažky
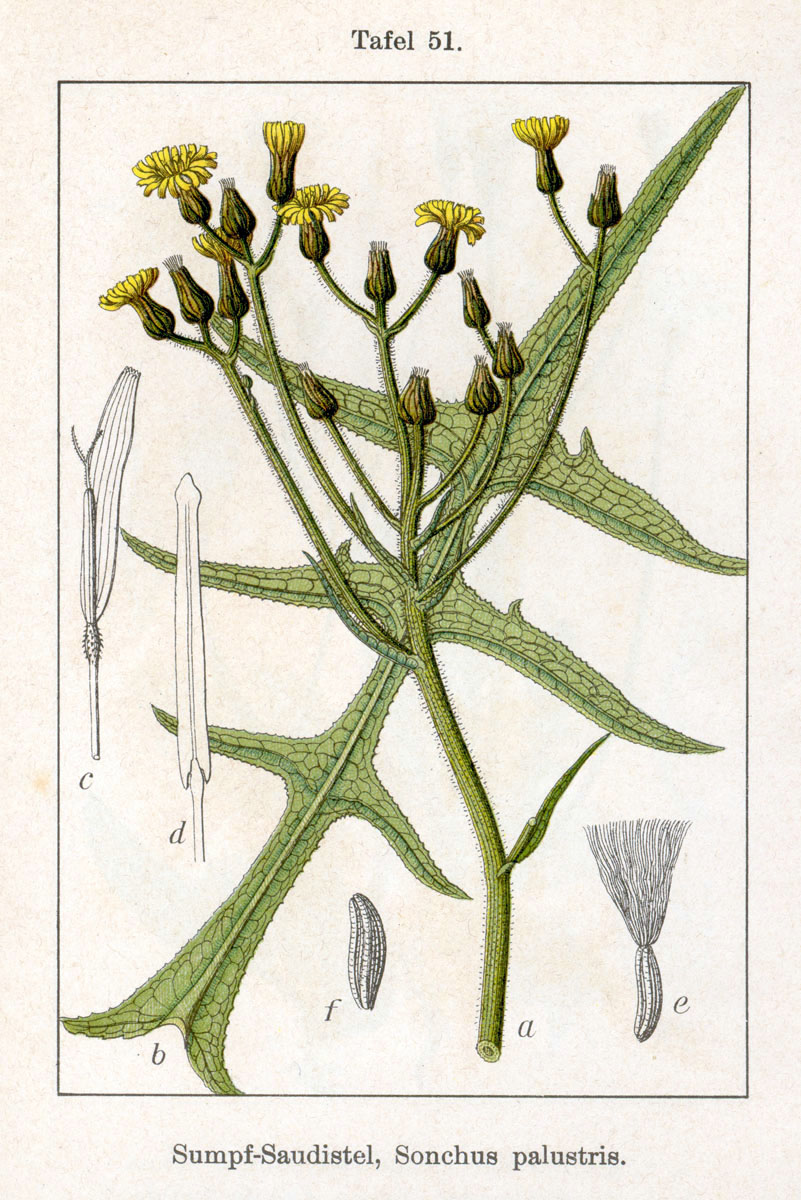
Nákres rostliny